# Terékhovo (Valuiki)
|  | Per a altres significats, vegeu «Terékhovo». |

Terékhovo - Терехово (rus) - és un poble de l'óblast de Bélgorod, a Rússia. El 2010 tenia 71 habitants. Pertany al districte (raion) de Valuiki.